# Castillo de Nanao
El castillo de Nanao (七尾城 Nanao-jō?) fue una fortificación japonesa, de estilo yamajiro (construido sobre montaña), que data del siglo XV. Se encuentra en Nanao, ciudad de la prefectura de Ishikawa. Sus ruinas se conservan como un Lugar Histórico Nacional desde 1934. Construido por el clan Hatakeyama, el castillo fue una de las cinco fortalezas de montaña más grandes del país.

## Historia
Uesugi Kenshin invadió la provincia de Noto en 1576, justo después de conquistar la vecina provincia de Etchū. Kenshin primero redujo la cantidad de castillos que rodeaban Nanao para aislar la fortaleza y cortas las rutas de comunicación. Sin embargo, este fue difícil de capturar y Kenshin se vio forzado a retirarse. Él volvió al año siguiente y sitió la fortificación. Hatakeyama Yoshitaka, señor feudal de Noto, apeló a Oda Nobunaga para conseguir su apoyo, pero antes de que Nobunaga pudiera responder, Yoshitaka murió en circunstancias desconocidas, posiblemente a causa de una pandemia o de un asesinato por envenenamiento. Los defensores del castillo de Nanao se desmoralizaron, pero uno de los vasallos de Yoshitaka, Cho Tsunatsura, continuó protegiendo la fortaleza. Para contrarrestar aquella resistencia, Kenshin consiguió subordinar a otro vasallo, Yusa Tsugumitsu, quien traicionó a las fuerzas de su señor y abrió las puertas para los atacantes. Ya que aceptó la sumisión de Yusa, Kenshin dejó Noto bajo su control, hasta que fueron derrotados por las tropas de Oda dirigidas por Shibata Katsuie durante la batalla de Tedorigawa en 1577. Tras la muerte de Kenshin al año siguiente, Yusa se rindió ante Nobunaga, que finalmente conquistó la provincia en 1581. Yusa fue asesinado y Maeda Toshiie se convirtió en el señor feudal de Noto en su lugar. Este levantó un nuevo castillo en Komaruyama (小丸山) y la fortaleza de Nanao quedó abandonada en 1589.

## Estado y conservación

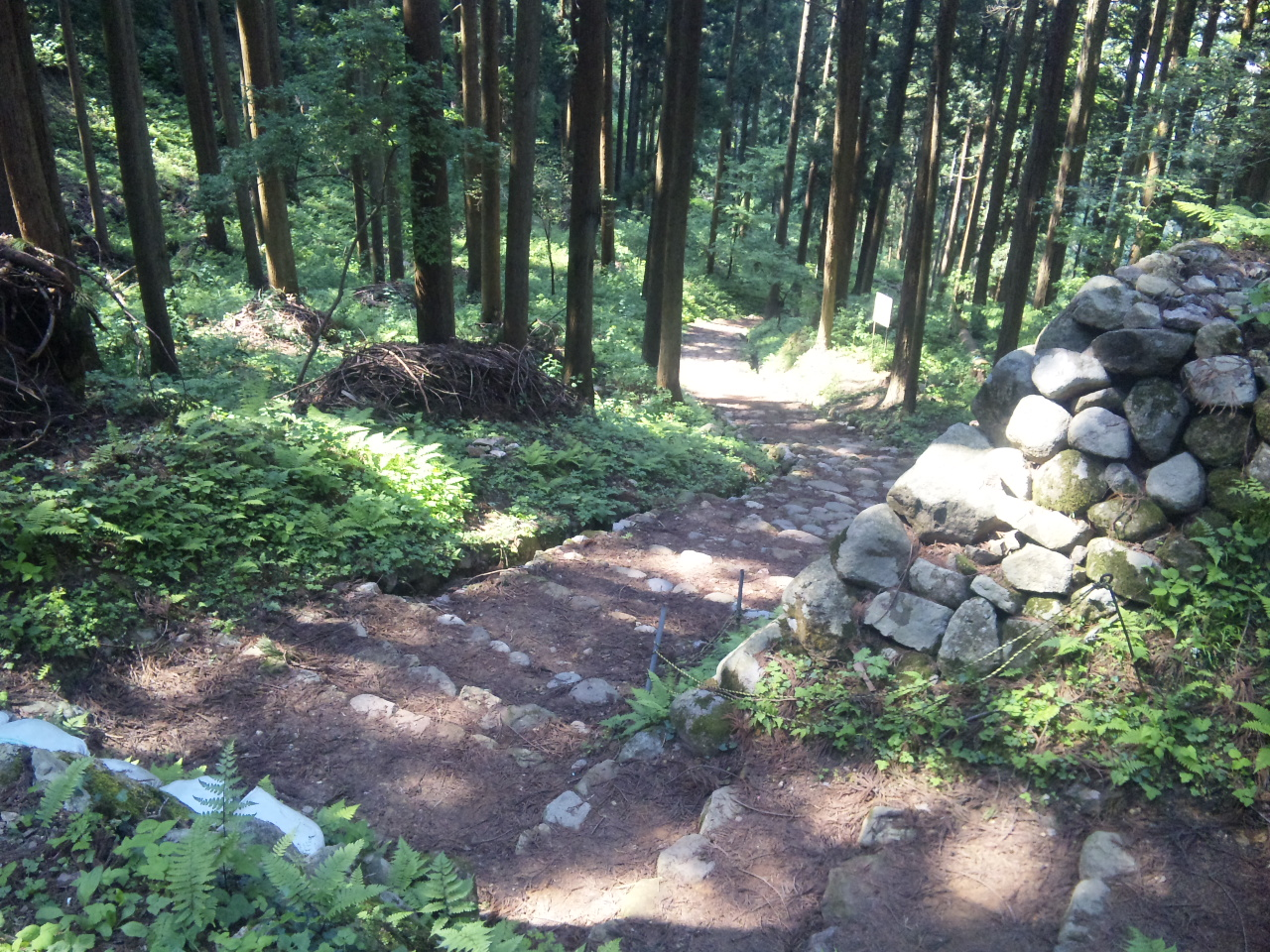
Senderos y muros que se han conservado.

El castillo conserva ciertas partes de sus kuruwa (muros de piedra) en la actualidad. De este modo, se ha mantenido bastante piedra de alrededor de los distintos recintos de la fortaleza y del honmaru (cinturón de murallas interior). Estos muros no superan los cuatro metros de altura, probablemente debido a la época de su construcción. Los terrenos albergan un museo de historia local.